# 若田 (名古屋市)
若田（わかた）は、愛知県名古屋市緑区の町名。現行行政地名は若田一丁目から若田三丁目。住居表示未実施。

## 地理
名古屋市緑区の中央部に位置し、東に鳥澄、西に曽根、南に平子が丘、北に相原郷と六田と接する。

### 河川
- 扇川

## 世帯数と人口
2019年（平成31年）3月1日現在の世帯数と人口は以下の通りである。
| 丁目       | 世帯数  | 人口    |
| ---------- | ------- | ------- |
| 若田一丁目 | 267世帯 | 665人   |
| 若田二丁目 | 340世帯 | 782人   |
| 若田三丁目 | 370世帯 | 868人   |
| 計         | 977世帯 | 2,315人 |

### 人口の変遷
国勢調査による人口の推移
| 1995年（平成7年）  | 2,202人 | [ 6 ]  |  |
| 2000年（平成12年） | 2,330人 | [ 7 ]  |  |
| 2005年（平成17年） | 2,384人 | [ 8 ]  |  |
| 2010年（平成22年） | 2,289人 | [ 9 ]  |  |
| 2015年（平成27年） | 2,300人 | [ 10 ] |  |

## 学区
市立小・中学校に通う場合、学校等は以下の通りとなる。また、公立高等学校に通う場合の学区は以下の通りとなる。なお、小・中学校は学校選択制度を導入しておらず、番毎で各学校に指定されている。
| 丁目       | 小学校                                    | 中学校                                      | 高等学校 |
| ---------- | ----------------------------------------- | ------------------------------------------- | -------- |
| 若田一丁目 | 名古屋市立平子小学校 名古屋市立相原小学校 | 名古屋市立左京山中学校 名古屋市立鳴海中学校 | 尾張学区 |
| 若田二丁目 | 名古屋市立相原小学校                      | 名古屋市立鳴海中学校                        | 尾張学区 |
| 若田三丁目 | 名古屋市立相原小学校                      | 名古屋市立鳴海中学校                        | 尾張学区 |

## 施設

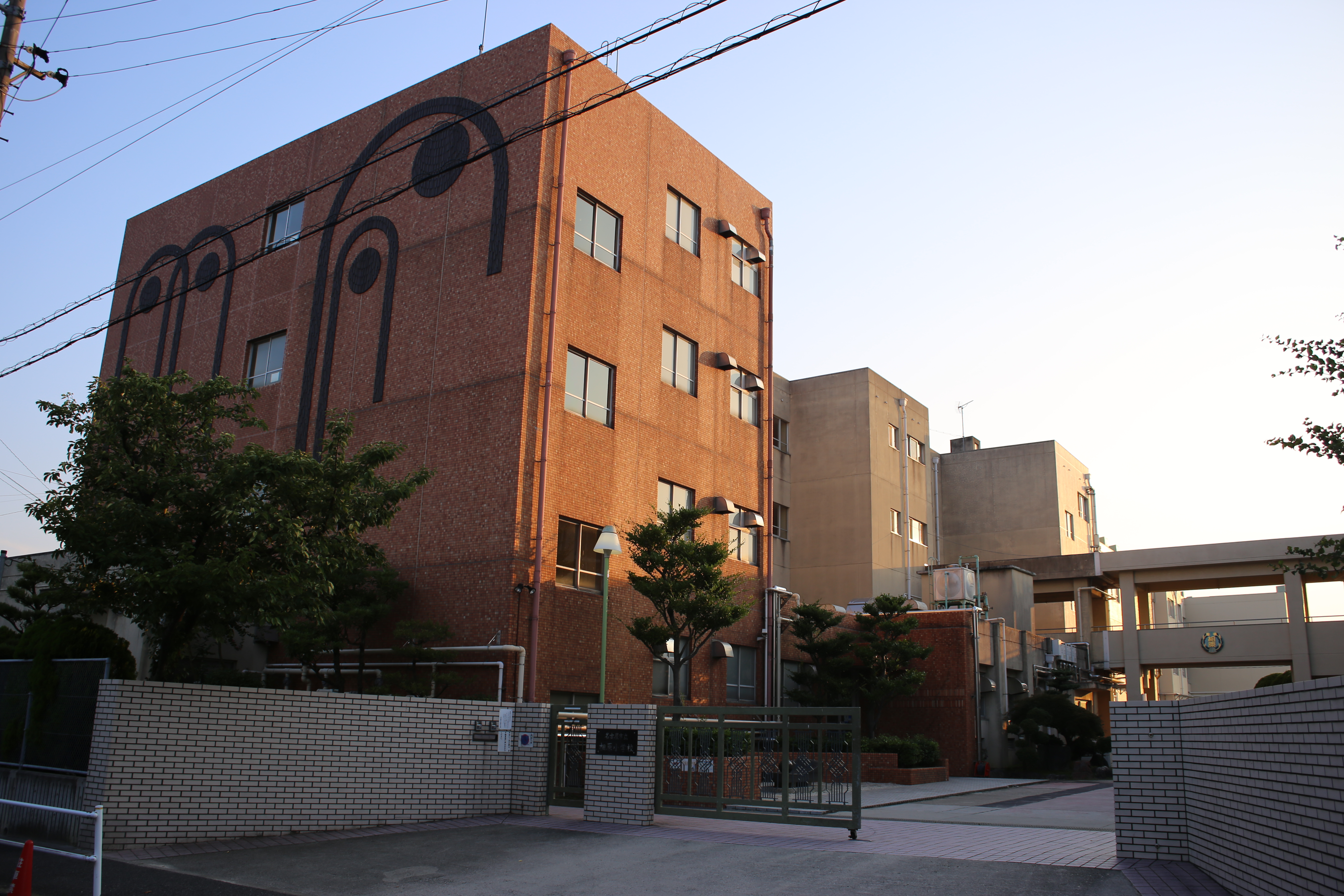
名古屋市立相原小学校
- 相原コミュニティセンター
- 名古屋市上下水道局南部管路センター
- 鳥澄西公園
- 七双公園
- 蛸畑公園

- 名古屋市立相原小学校

## その他

### 日本郵便
- 郵便番号 : 458-0034[3]（集配局：緑郵便局[13]）。